# Oulad Berhil
Oulad Berhil (en àrab اولاد برحيل, Ūlād Barh̨īl; en amazic ⵡⵍⴰⴷ ⴱⴰⵔⵃⵉⵍ) és un municipi de la província de Taroudant, a la regió de Souss-Massa, al Marroc. Segons el cens de 2014 tenia una població total de 24.288 persones. Destaca per la seva antiga kasba, 800 metres al sud de la carretera principal (senyalitzada des del centre de la ciutat), que s'ha convertit en un hotel-restaurant sumptuós, Riad Hida.